# 道格·杰尔森
道格·杰尔森（英語：Doug Gjertsen，1967年7月31日—），美国男子游泳运动员。他曾代表美国参加1988年和1992年夏季奥林匹克运动会游泳比赛，获得二枚金牌和一枚铜牌。